# Chris Noonan
Chris Noonan , właśc. Christopher Noonan (ur. 14 listopada 1952 w Sydney) – australijski reżyser oraz scenarzysta filmowy i telewizyjny.
Swój największy sukces odniósł filmem Babe – świnka z klasą z 1995, za którego reżyserię i scenariusz otrzymał dwie nominacje do Oscara. W 2006 wyreżyserował film biograficzny o życiu brytyjskiej pisarki Beatrix Potter, pt. Miss Potter z Renée Zellweger i Ewanem McGregorem w rolach głównych.